# Jacob van Ruisdael
Jacob Isaackszoon van Ruisdael, nizozemski slikar, risar in jedkar, * ok. 1629, Haarlem, Nizozemska republika, † 10. marec 1682, Amsterdam.
Jacob van Ruisdael na splošno velja za najpomembnejšega krajinskega slikarja nizozemske zlate dobe, obdobja velikega bogastva in kulturnih dosežkov, ko je nizozemsko slikarstvo postalo zelo priljubljeno.
Plodovit in vsestranski Ruisdael je upodabljal široko paleto krajinskih motivov. Od leta 1646 je slikal nizozemske podeželske prizore izjemne kakovosti za mladega človeka. Po potovanju v Nemčijo leta 1650 so njegove krajine dobile bolj junaški značaj. V svojem poznem delu, ki ga je dirigiral, ko je živel in delal v Amsterdamu, je svojemu rednemu repertoarju dodal mestne panorame in morske pejsaže. Pri teh je nebo pogosto zavzemalo dve tretjini platna. Skupno je ustvaril več kot 150 skandinavskih pogledov s slapovi.
Ruisdaelov edini prijavljeni učenec je bil Meindert Hobbema, eden od številnih umetnikov, ki so slikali figure v njegovih pokrajinah. Hobbemovo delo so včasih zamenjevali z Ruisdaelovim. Ruisdael svoje ime vedno črkuje tako: Ruisdael, ne Ruysdael.
Po Ruisdaelovih delih je bilo v času njegovega življenja povpraševanje na Nizozemskem. Danes je razširjen po zasebnih in institucionalnih zbirkah po vsem svetu; največje zbirke imajo Narodna galerija v Londonu, Rijksmuseum v Amsterdamu in Ermitaž v Sankt Peterburgu. Ruisdael je oblikoval tradicije krajinskega slikarstva po vsem svetu, od angleških romantikov do šole Barbizon v Franciji in šole reke Hudson v ZDA, ter vplival na generacije nizozemskih umetnikov krajine.

## Življenje
Jacob Isaackszoon van Ruisdael se je rodil v Haarlemu leta 1628 ali 1629{{efn-uaTo je razvidno iz dokumenta z dne 9. junija 1661, v katerem Ruisdael navaja, da je star 32 let}} v družini slikarjev, ki so bili vsi krajinarji. Število slikarjev v družini in večkratno črkovanje imena Van Ruisdael je oviralo poskuse dokumentiranja njegovega življenja in pripisovanja njegovih del. Ime Ruisdael je povezano z gradom, ki je danes izgubljen v vasi Blaricum. Vas je bila dom Jakobovega dedka, izdelovalca pohištva Jacoba de Goyerja. Ko se je De Goyer odselil v Naarden, so trije njegovi sinovi spremenili svoje ime v Van Ruysdael ali Van Ruisdael, verjetno zato, da bi nakazali svoj izvor. Dva od De Goyerjevih sinov sta postala slikarja: Jakobov oče Isaack van Ruisdael in njegov znani stric Salomon van Ruysdael. Sam Jacob je svoje ime vedno pisal z "i", medtem ko je njegov bratranec, Salomonov sin Jacob Salomonszoon van Ruysdael, tudi krajinski umetnik, pisal svoje ime z "y". Jakobov prvi biograf, Arnold Houbraken, ga je imenoval Jakob Ruisdaal.
Ni znano, ali je bila Ruisdaelova mati prva žena Isaacka van Ruisdaela, katere ime ni znano, ali njegova druga žena, Maycken Cornelisdochter. Isaack in Maycken sta se poročila 12. novembra 1628.
Tudi Ruisdaelov učitelj ni znan. Pogosto se domneva, da je Ruisdael študiral s svojim očetom in stricem, vendar za to ni dokazov. Zdi se, da so nanj močno vplivali drugi sodobni lokalni haarlemski krajinarji, predvsem Cornelis Vroom in Allart van Everdingen.
Najzgodnejši datum, ki se pojavi na Ruisdaelovi sliki in jedkanici, je leto 1646. Dve leti po tem datumu je bil sprejet v članstvo Haarlemskega ceha sv. Luke. V tem času so bile krajinske slike v nizozemskih gospodinjstvih tako priljubljene kot zgodovinske slike, čeprav so se v času Ruisdaelovega rojstva zgodovinske slike pojavljale veliko pogosteje. Ta rast priljubljenosti pokrajin se je nadaljevala vso Ruisdaelovo kariero.
Okoli leta 1657 se je Ruisdael preselil v Amsterdam, do takrat že uspešno mesto, ki je verjetno ponujalo večji trg za njegovo delo. Njegov haarlemski kolega slikar Allaert van Everdingen se je že preselil v Amsterdam in tam našel trg. 17. junija 1657 je bil krščen v Ankeveenu blizu Naardna. Ruisdael je do konca življenja živel in delal v Amsterdamu. Leta 1668 se njegovo ime pojavi kot priča ob poroki Meinderta Hobbeme, njegovega edinega registriranega učenca, slikarja, čigar dela so nekateri zamenjevali z Ruisdaelovim.
Za krajinskega umetnika se zdi, da je Ruisdael razmeroma malo potoval: v Blaricum, Egmond aan Zee in Rhenen v 1640-ih, z Nicolaesom Berchemom v Bentheim in Steinfurt tik čez mejo v Nemčiji leta 1650 in morda s Hobbemo čez nemško mejo ponovno leta 1661, preko Veluwe, Deventer in Ootmarsum. Kljub številnim Ruisdaelovim norveškim pokrajinam ni podatkov, da bi potoval v Skandinavijo.
Obstaja nekaj ugibanj, da je bil Ruisdael tudi zdravnik. Leta 1718 njegov biograf Houbraken poroča, da je študiral medicino in opravljal operacije v Amsterdamu. Arhivski zapisi iz 17. stoletja prikazujejo ime Jacobus Ruijsdael na seznamu amsterdamskih zdravnikov, čeprav je prečrtano, z dodano pripombo, da je doktoriral iz medicine 15. oktobra 1676 v Caenu v severni Franciji. Različni umetnostni zgodovinarji ugibajo, da je šlo po vsej verjetnosti za zmotno identiteto. Pieter Scheltema meni, da se je na posnetku pojavil Ruisdaelov bratranec. Strokovnjak za Ruisdael Seymour Slive trdi, da črkovanje uij ni skladno z Ruisdaelovim lastnim črkovanjem njegovega imena, da njegova nenavadno visoka produkcija nakazuje, da je bilo malo časa za študij medicine in da v nobeni njegovi umetnosti ni znakov, da bi obiskal severno Francijo. Dokazi niso prepričljivi.
Ruisdael ni bil Jud. Slive poroča, da je zaradi Ruisdaelove upodobitve judovskega pokopališča in različnih svetopisemskih imen v družini Ruisdael pogosto slišal špekulacije, da mora biti Ruisdael zagotovo Jud. Dokazi kažejo drugače. Ruisdael je bil pokopan v cerkvi svetega Bava v Haarlemu, takratni protestantski cerkvi. Njegov stric Salomon van Ruysdael je pripadal mladi flamski podskupini menonitske kongregacije, eni izmed več vrst anabaptistov v Haarlemu, in verjetno je bil tam tudi Ruisdaelov oče. Njegov bratranec Jacob je bil registriran menonit v Amsterdamu.
Ruisdael se ni poročil. Po Houbrakenu, čigar kratka biografija res vsebuje nekaj napak, je bilo to »da bi si prihranil čas za služenje staremu očetu«. Ni znano, da bi obstajala podoba Ruisdaela. 
Umetnostni zgodovinar Hendrik Frederik Wijnman je ovrgel mit, da je Ruisdael umrl kot revež, domnevno v ubožnici za starejše v Haarlemu. Wijnman je pokazal, da je bila oseba, ki je tam umrla, v resnici Ruisdaelov bratranec, Jacob Salomonszoon. Čeprav ni podatkov, da bi imel Ruisdael v lasti zemljo ali delnice, se zdi, da je živel udobno, tudi po gospodarski recesiji leta 1672. Njegove slike so bile cenjene dokaj visoko. V velikem vzorcu inventarja med letoma 1650 in 1679 je bila povprečna cena za Ruisdaela 40 guldnov v primerjavi s povprečjem 19 guldnov za vse pripisane slike. Na lestvici sodobnih nizozemskih slikarjev, ki temelji na cenovno uteženi pogostosti v teh popisih, je Ruisdael na sedmem mestu; Rembrandt je na prvem mestu.
Ruisdael je umrl v Amsterdamu 10. marca 1682. Pokopan je bil 14. marca 1682 v cerkvi svetega Bava v Haarlemu.

## Delo

### Zgodnja leta
Ruisdaelovo delo iz ok. 1646 do zgodnjih 1650-ih, ko je živel v Haarlemu, zaznamujejo preprosti motivi ter natančno in naporno preučevanje narave: sipin, gozdov in atmosferskih učinkov. Z nanosom močnejše barve kot njegovi predhodniki je Ruisdael dal svojemu listju bogato kakovost, ki daje občutek soka, ki teče skozi veje in liste. Njegovo natančno upodabljanje dreves je bilo takrat brez primere: rodovi njegovih dreves so prvi, ki jih sodobni botaniki nedvoumno prepoznajo. Njegove zgodnje skice uvajajo motive, ki se bodo vračali v vsa njegova dela: občutek prostornosti in svetlobe ter zračno vzdušje, doseženo s pointilističnimi prijemi krede. Večina njegovih tridesetih ohranjenih skic s črno kredo je iz tega obdobja.
Primer Ruisdaelovega zgodnjega sloga je slika Gozdnate sipine, eno najzgodnejših del iz leta 1646. Prelomi s klasično nizozemsko tradicijo upodabljanja širokih pogledov na sipine, ki vključujejo hiše in drevesa, obkrožena z oddaljenimi pogledi. Namesto tega Ruisdael postavi sipine, poraščene z drevesi, na vidno mesto v središču odra, z oblačno pokrajino, ki koncentrira močno svetlobo na peščeno pot. Nastali herojski učinek je okrepljen z veliko velikostjo platna, »tako nepričakovano pri delu neizkušenega slikarja«, kot pravi Irina Sokolova, kustosinja v muzeju Ermitaž. Umetnostni zgodovinar Hofstede de Groot je o pokrajini Dune dejal: »Komaj verodostojno je, da bi bilo delo fanta, starega sedemnajst let«.
Ruisdaelova prva panoramska pokrajina, Pogled na Naarden s cerkvijo v Muiderbergu v daljavi, je iz leta 1647. Tema ogromnega neba in oddaljenega mesta, v tem primeru rojstnega kraja njegovega očeta, je tista, h kateri se je vrnil v poznejših letih.
Iz neznanih razlogov je Ruisdael skoraj povsem prenehal datirati svoje delo leta 1653. Samo pet del iz 1660-ih ima ob njegovem podpisu letnico, ki je delno zakrita; nobeden iz 1670-ih in 1680-ih nima datuma. Datiranje kasnejšega dela je torej v veliki meri temeljilo na detektivskem delu in špekulacijah.
Vseh trinajst znanih Ruisdaelovih jedkanic izvira iz njegovega zgodnjega obdobja, s prvo iz leta 1646. Kdo ga je naučil umetnosti jedkanja, ni znano. Ne obstaja nobena jedkanica, ki bi jo podpisali njegov oče, stric ali kolega krajinar iz Haarlema Cornelis Vroom, ki je vplival na njegova druga dela. Njegove jedkanice kažejo malo vpliva Rembrandta, bodisi v slogu ali tehniki. Obstaja malo izvirnih tiskov; pet jedkanic je ohranjenih v samo enem odtisu. Redkost natisov nakazuje, da jih je Ruisdael štel za poskusne eseje, ki niso upravičevali velikih naklad. Strokovnjak za jedkanico Georges Duplessis je izpostavil Žitno polje na robu gozda v Popotnikih kot neprimerljivo ilustracijo Ruisdaelovega genija.

### Srednje obdobje
Po Ruisdaelovem potovanju v Nemčijo so njegove krajine dobile bolj junaški značaj, oblike pa so postale večje in izrazitejše. Pogled na grad Bentheim iz leta 1653 je le ena od ducata Ruisdaelovih upodobitev določenega gradu v Nemčiji, od katerih skoraj vse razglašajo njegov položaj na vrhu hriba. Pomembno je, da je Ruisdael naredil številne spremembe v postavitvi gradu (pravzaprav je na nevpadljivem nizkem hribu), kar je doseglo vrhunec v različici iz leta 1653, ki ga prikazuje na leseni gori. Umetnostni zgodovinarji upravičeno menijo, da so te različice dokaz Ruisdaelove kompozicijske sposobnosti.
Na svojem potovanju po Nemčiji je Ruisdael srečal vodne mline, ki jih je spremenil v glavno temo slikanja, kot prvi umetnik, ki je to storil. Dva vodna mlina z odprto zapornico iz leta 1653 sta odličen primer. Ruševine gradu Egmont blizu Alkmaarja so bile še ena Ruisdaelova priljubljena tema in tema Judovsko pokopališče, katerega je naslikal v dveh različicah. S temi Ruisdael postavlja naravni svet proti grajenemu okolju, ki so ga preplavila drevesa in grmičevje, ki obkrožajo pokopališče.
Ruisdaelovi prvi skandinavski pogledi vključujejo velike jelke, razgibane gore, velike balvane in deroče hudournike. Čeprav so prepričljivo realistični, temeljijo na prejšnjih umetniških delih, ne pa na neposrednih izkušnjah. Nobenega zapisa ni, da bi Ruisdael potoval v Skandinavijo, čeprav je leta 1644 tja odpotoval kolega haarlemski slikar Allart van Everdingen in populariziral podzvrst. Ruisdaelovo delo je kmalu preseglo najboljša prizadevanja van Everdingena. Skupno je Ruisdael izdelal več kot 150 skandinavskih pogledov s slapovi, od katerih je Slap v gorski pokrajini s porušenim gradom, ok. 1665–1670, Slive meni, da je njegov največji.
V tem obdobju je Ruisdael začel slikati obalne prizore in morske podobe, na katere sta vplivala Simon de Vlieger in Jan Porcellis. Med najbolj dramatičnimi je Razburkano morje na pomolu z omejeno paleto samo črne, bele, modre in nekaj rjavih zemeljskih barv. Vendar ostajajo gozdni prizori predmet izbire, kot je najbolj znan Ruisdael iz Ermitaža, Gozdnato močvirje, iz ok. 1665, ki prikazuje prvinski prizor s polomljenimi brezami in hrasti ter v nebo segajočimi vejami sredi zaraščenega ribnika.

### Kasnejša leta
Ruisdael je v zadnjem obdobju začel upodabljati gorske prizore, kot je Gorska pokrajina z mlinom, ki je nastala v poznih 1670-ih letih. Prikazuje razgibano območje z najvišjim vrhom v oblakih. Ruisdaelove teme so postale nenavadno raznolike. Umetnostni zgodovinar Wolfgang Stechow je identificiral trinajst tem znotraj krajinskega žanra nizozemske zlate dobe, Ruisdaelovo delo pa zajema vse razen dveh in se najbolj odlikuje: gozdovi, reke, sipine in podeželske ceste, panorame, namišljene pokrajine, skandinavski slapovi, marine, plaže, zimski prizori, pogledi na mesto in nokturno. V njegovem opusu manjka samo italijanska in tuja pokrajina razen skandinavske.
Imaginarne pokrajine vrtov, ki jih je Ruisdael naslikal v 1670-ih, dejansko odražajo nenehni diskurz o slikovitem v krogih vrtnarskih estetov, kot je Constantijn Huygens.
Sliveu se zdi primerno, da je mlin na veter tema enega najbolj znanih Ruisdaelovih del. Mlin na veter pri kraju Wijk bij Duurstede iz leta 1670 prikazuje Wijk bij Duurstede, mesto ob reki približno 20 kilometrov od Utrechta, s prevladujočim valjastim mlinom na veter. V tej kompoziciji je Ruisdael združil značilne nizozemske prvine nizke zemlje, vode in širnega neba, tako da se ti stekajo v prav tako značilen nizozemski mlin na veter. Trajno priljubljenost slike dokazuje prodaja razglednic v Rijksmuseumu, pri čemer je Mlin na veter na tretjem mestu za Rembrandtovo Nočno stražo in Vermeerjevim Pogledom na Delft. Mlini na veter so bili predstavljeni v Ruisdaelovi celotni karieri.
V tej fazi se prikažejo različni panoramski pogledi na obzorje Haarlema in njegovih belilnih območij, posebnega žanra, imenovanega Haerlempjes, pri čemer oblaki ustvarjajo različne gradacije izmeničnih pasov svetlobe in sence proti obzorju. Na slikah pogosto dominira cerkev sv. Bava, v kateri bo Ruisdael nekega dne pokopan.
Medtem ko se v njegovem delu pojavlja Amsterdam, je to relativno redko, saj je Ruisdael tam živel več kot 25 let. Pojavlja se v njegovem edinem znanem arhitekturnem predmetu, risbi notranjosti stare cerkve, pa tudi v pogledih na jez in panoramskem pogledu na Amstel, ki gleda proti Amsterdamu, eni zadnjih Ruisdaelovih slik.
Figure so v Ruisdaelove kompozicije redko uvedene in so v tem obdobju le redko iz lastne roke, temveč so jih izdelali različni umetniki, vključno z njegovim učencem Meindertom Hobbemo, Nicolaesom Berchemom, Adriaenom van de Veldejem, Philipsom Wouwermanom, Janom Vonckom, Thomasom de Keyserjem , Gerard van Battum in Jan Lingelbach.

### Pripisi
V svojem katalogu raisonné iz leta 2001 Slive Ruisdaelu pripisuje 694 slik in navaja še 163 slik z dvomljivim ali, po njegovem mnenju, napačnim pripisovanjem. Obstajajo trije glavni razlogi, zakaj obstaja negotovost glede tega, čigava roka je naslikala različne pokrajine v slogu Ruisdaela. Prvič, štirje člani družine Ruysdael so bili krajinski oblikovalci s podobnimi podpisi, od katerih so bili nekateri pozneje goljufivo spremenjeni v Jakobove. To je še bolj zapleteno zaradi dejstva, da je Ruisdael uporabil različice svojega podpisa. To se običajno glasi JvRuisdael ali monogram JVR, včasih z uporabo majhnega ležečega s in včasih gotskega dolgega s, na primer na Pokrajini s slapom. Drugič, številne krajinske slike iz 17. stoletja so nepodpisane in bi jih lahko ustvarili učenci ali prepisovalci. Nazadnje so goljufi posnemali Ruisdaela zaradi finančnega dobička, pri čemer je o najzgodnejšem primeru leta 1718 poročal Houbraken: neki Jan Griffier starejši je lahko posnemal Ruisdaelov slog tako dobro, da jih je pogosto predstavljal za pristne Ruisdaele, zlasti s figurami, dodanimi v slogu umetnik Wouwerman. Ni obsežnega sistematičnega pristopa k ugotavljanju Ruisdaelovih atribucij, za razliko od forenzične znanosti, ki se uporablja za iskanje pravilnih atribucij Rembrandtovih slik prek Rembrandtovega raziskovalnega projekta. [88]